# Finn Larsen
Finn Larsen (født 9. juni 1954) sekretariatschef hos LO. Han har tidligere været valgt som formand for Danmarks Socialdemokratiske Ungdoms fra 1978-1982.